# Koji Kataoka
Koji Kataoka (片岡 功二 Kataoka Koji?, nacido el 19 de junio de 1977 en Fukuoka) es un exfutbolista japonés. Jugaba de centrocampista y su único club fue el Tokushima Vortis de Japón.

## Trayectoria

### Clubes
| Club             | País  | Año         |
| ---------------- | ----- | ----------- |
| Tokushima Vortis | Japón | 1996 - 2009 |